# Brittany Wilson
Brittany Wilson (geboren 26. Oktober 1989 in Pawtucket) ist eine amerikanische Basketballspielerin.

## Leben
Wilson studierte an der Northeastern University in Boston, Massachusetts, sowie an der La Salle University in Philadelphia, Pennsylvania. 
Bereits während ihrer Zeit an der Northeastern University und der La Salle University in den dortigen Basketballmannschaften aktiv, begann sie 2013 ihre Profikarriere in Luxemburg, wo sie in Esch an der Alzette bei Basket Esch spielte. 2014 wechselte sie nach Tschechien zum dortigen Erstligisten SBŠ Sportovní basketbalová škola Ostrava. Im November 2014 erfolgte ihr Wechsel in die 1. Damen-Basketball-Bundesliga zum BC Marburg, bei dem sie aber für die Saison 2015/2016 keinen neuen Vertrag erhielt. In der Saison 2015/2016 läuft sie in der ersten rumänischen Liga für Universitatea Cluj-Napoca auf.